# Arthur Heinrich Schulze

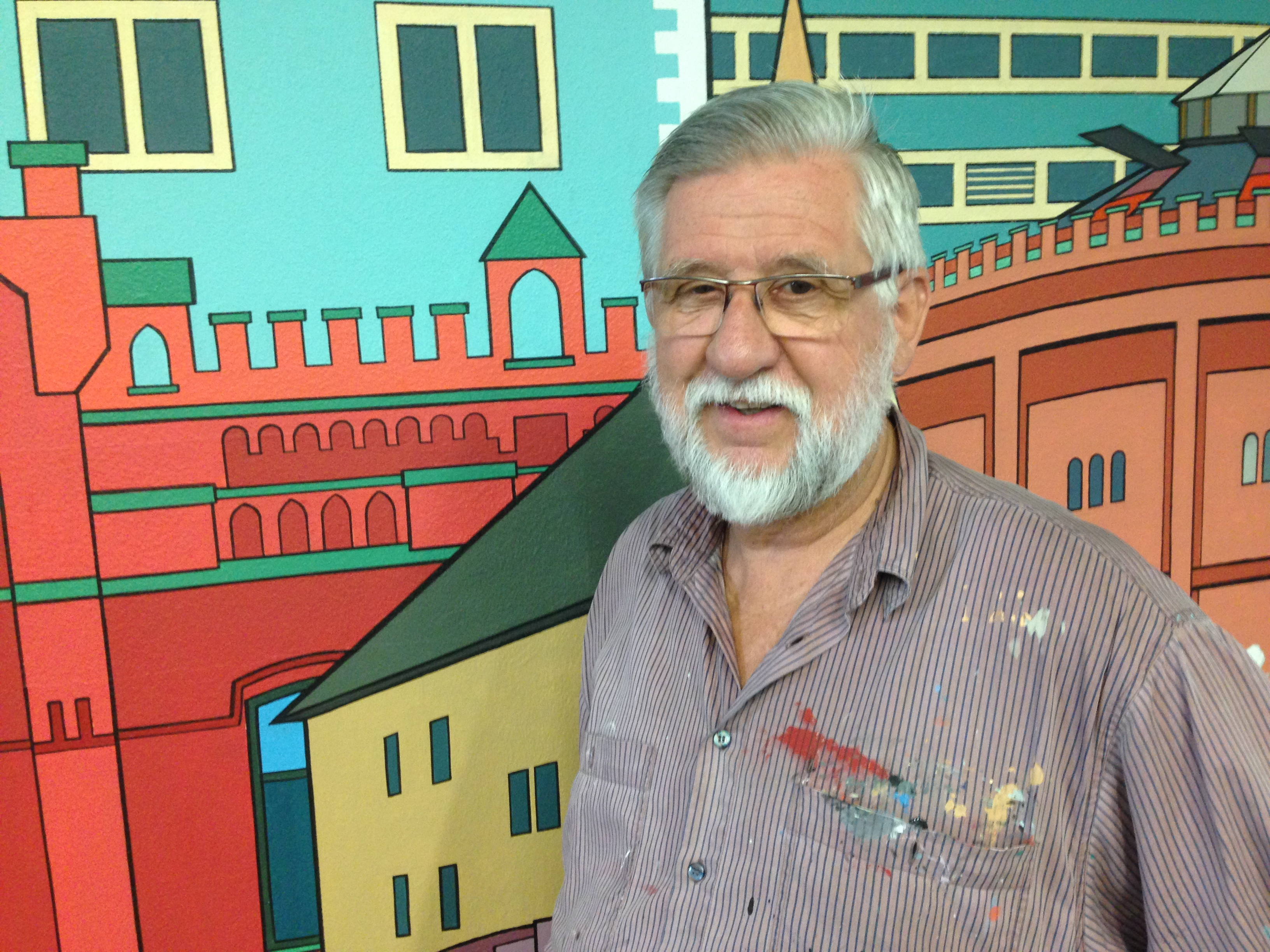
Arthur Heinrich Schulze im Juni 2014 vor einem von ihm gemalten Wandbild in der Pestalozzischule Zwickau

Arthur Heinrich Schulze (* 22. Januar 1945 in Oberlungwitz) ist ein deutscher Puppenspieler. Er war Direktor des Puppentheaters der Stadt Zwickau.

## Leben
Arthur Heinrich Schulze wurde als Sohn des Malermeisters Arthur Schulze in Oberlungwitz geboren (Bruder Agrarwissenschaftler Eberhard Schulze, Cousin Schauspieler Günter Junghans). Nach der Ausbildung arbeitete er zunächst im Betrieb seines Vaters und studierte danach Theatermalerei an der Fachschule der Kunsthochschule in Dresden. Nach dem Abschluss nahm er eine Tätigkeit beim Deutschen Fernsehfunk auf, wechselte aber nach einiger Zeit an das Puppentheater Berlin als Atelierleiter. Ab 1982 nahm er die gleiche Funktion mit Ausstattungs- und Spielverpflichtung am Puppentheater der „Bühnen der Stadt Zwickau“ wahr. 1991 wurde er zu dessen Direktor berufen und führte diese Tätigkeit auch im fusionierten Theater Plauen-Zwickau fort. Im Januar 2010 ging er in den Ruhestand. Aufgrund seiner Zusammenarbeit mit Erwin Leister kam es zu dessen Interview durch Uwe Steimle.
Heinrich Schulze, in Zwickau, Plauen und Umgebung als „Puppenschulze“ bekannt, hat eine Vielzahl von Stücken ausgestattet, selbst verfasst (u. a. "Das Blutgericht von Zwickau anno 1407") und auch selbst gespielt. Seit 1987 haben 650.000 Personen das Puppentheater besucht. Er war Mitglied des Vorstandes der UNIMA BRD e. V. (Union Internationale de la Marionnette). Vor allem lagen ihm immer Stücke für Kinder am Herzen, um die Begeisterung für das Theater zu wecken. Heinrich Schulze ist außerdem mit humorvollen, oft hintersinnigen Gedichten hervorgetreten. Das Theater Plauen-Zwickau ernannte ihn 2009 zum Ehrenmitglied.

## Werke

### Aufgeführte Stücke für Puppentheater
- Kaspers Erbschaft (1995),
- Das Blutgericht zu Zwickau anno 1407 (2000),
- Vater und Sohn (2003 / nach e. o. plauen),
- Hans im Glück (2004 / nach Brüder Grimm),
- Nußknacker und Mäusekönig (2006 / nach E.T.A.Hoffmann),
- Rumpelstilzchen (2006 / nach Brüder Grimm).

### Gedichte
- in: Jahresring 1996. Texte des Förderstudio Literatur e. V. Zwickau und in weiteren Ausgaben 1998, 2000, 2002, 2004, 2007, 2010, 2013, 2016, 2019.
- Monika Hähnel (Hrsg.): Gedichte in der Anthologie Mischsaaten - Prosa und Lyrik. GUC-Verlag 2012, S. 87–91.
- Von des Alters hohem Sitz, Prosa und Lyrik, edition-winterwork 2020, ISBN 978-3-96014-665-0.

## Anmerkung
1. ↑  Siehe auch Erwin Leister in: Steimles Welt: Günther Zieschong (Danksagung) / Steimles Aktuelle Kamera / Ausgabe 46 auf YouTube, 17. Dezember 2022, abgerufen am 7. November 2021. Sowie Steimles Welt: "STEIMLES NEUE WELT" Folge 2 / Uwe Steimle unterwegs auf den Nebenstraßen unseres Landes auf YouTube, 17. Dezember 2022, abgerufen am 28. November 2021.

| Personendaten    | Personendaten            |
| ---------------- | ------------------------ |
| NAME             | Schulze, Arthur Heinrich |
| KURZBESCHREIBUNG | deutscher Puppenspieler  |
| GEBURTSDATUM     | 22. Januar 1945          |
| GEBURTSORT       | Oberlungwitz             |